# Gare de Saint-Christophe
Gare de Saint-Christophe vasútállomás Franciaországban, Saint-Christophe-Vallon településen.

## Vasútvonalak
Az állomást az alábbi vasútvonalak érintik:
- Capdenac-Rodez-vasútvonal

## Kapcsolódó állomások
A vasútállomáshoz az alábbi állomások vannak a legközelebb:
- Gare de Rodez (Gare de Rodez)
- Gare de Cransac (Gare de Capdenac)